# De staatsregeling van de Atheners (Pseudo-Xenofon)
De staatsregeling van de Atheners (Oudgrieks: Ἀθηναίων πολιτεία / Athenaion politeia; Latijn: Atheniensium respublica) is een werk van Pseudo-Xenofon uit de 5e eeuw v.Chr. dat een kritische beschrijving geeft van de Atheense democratie.

## Auteur
Diogenes Laërtios vermeldde het boek onder de werken van Xenofon maar gaf aan dat Demetrios van Magnesia diens auteurschap niet aanvaardde. Moderne geleerden zijn het met die laatste eens, al slagen ze er niet in de werkelijke auteur met enige waarschijnlijkheid te identificeren. Sinds Gilbert Murray wordt "Pseudo-Xenofon" ook wel aangeduid als "de Oude Oligarch".

## Datering
De voorgestelde dateringen lopen uiteen van 443 tot 406 v.Chr. Waarschijnlijk is het werk ergens tijdens de Archidamische Oorlog geschreven (431-421 v.Chr.).

## Inhoud
De auteur, mogelijk te zoeken in kringen van plaatselijke oligarchen, is een conservatief die ervoor uitkomt dat hij de democratische staatsregeling van Athene niet genegen is. Het belet hem niet te analyseren hoe het volk er voordeel uit haalt en hoe het maritiem overwicht van Athene erop berust. In eenvoudige, onklassieke taal schetst hij de gebreken van het systeem en waarom het niet beantwoordt aan zijn ideaal van de eunomia. Ook de positie van de metoiken en de slaven komt aan bod.

## Nederlandse vertaling
- Het volk aan zet. Athene's democratie en maritieme macht geanalyseerd door Pseudo Xenofon, vert. Vincent Hunink en inl. Fik Meijer, 2011, ISBN 9789079578269 (tweetalige editie Grieks-Nederlands)

## Voetnoten
1. ↑  Leven en leer van beroemde filosofen, II.57